# Petyr Beron (ur. 1940)
Petyr Kiriłow Beron, bułg. Петър Кирилов Берон (ur. 14 marca 1940 w Sofii) – bułgarski zoolog, nauczyciel akademicki i polityk, w 1990 przewodniczący Związku Sił Demokratycznych (SDS), parlamentarzysta, kandydat na wiceprezydenta i prezydenta Bułgarii.

## Życiorys
Ukończył studia na wydziale biologiczno-geologiczno-geograficznym Uniwersytetu Sofijskiego im. św. Klemensa z Ochrydy. Od 1963 do 1978 pracował w instytucie zoologii Bułgarskiej Akademii Nauk. W 1978 został kierownikiem wydziału zoologii Narodowego Muzeum Przyrody przy akademii, a w 1985 przewodniczącym krajowej federacji speleologicznej. W 1990 uzyskał doktorat z zakresu biologii, a także został wiceprezesem Bułgarskiego Związku Turystycznego. Od 1993 przez kilkanaście lat pełnił funkcję dyrektora Narodowego Muzeum Przyrody. Jest autorem publikacji naukowych i popularnonaukowych, a także organizatorem wystaw fotograficznych.
Pod koniec lat 80. zaangażował się w działalność ekologicznego ruchu Ekogłasnost. W 1989 objął funkcję sekretarza opozycyjnego Związku Sił Demokratycznych. W 1990 został wybrany w skład konstytuanty (należał do sygnatariuszy bułgarskiej konstytucji), a w sierpniu tegoż roku zastąpił Żelu Żelewa na funkcji przewodniczącego SDS. Pełnił tę funkcję do grudnia 1990. Ustąpił, gdy jego nazwisko znalazło się na ujawnionej liście 70 (na 400) posłów, którzy w okresie komunistycznym byli tajnymi współpracownikami bułgarskiej bezpieki.
W 1992 wystartował u boku Żorża Ganczewa jako kandydat na wiceprezydenta w wyborach prezydenckich. Otrzymali wówczas 16,8% głosów w pierwszej turze, zajmując 3. miejsce. Dwukrotnie Petyr Beron ubiegał startował później w wyborach prezydenckich, nie odnosząc sukcesów. W 2001 otrzymał 1,1% głosów, a w 2006 poparło go 0,8% głosujących.
W 2005 został natomiast wybrany do Zgromadzenia Narodowego, w którym zasiadał do 2009. Mandat uzyskał z ramienia nacjonalistycznej koalicji skupionej wokół Ataki. Pełnił funkcję wiceprzewodniczącego parlamentu 40. kadencji; w jej trakcie, po konflikcie z liderem partii Wolenem Siderowem, opuścił szeregi Ataki.
Dwukrotnie żonaty, ma syna Władimira.